# وین ژانگ
ژانگ بین بین (چینی ساده: 张彬彬, زادهٔ ۱۹ ژانویه ۱۹۹۳), که همچنین با نام وین ژانگ (انگلیسی: Vin Zhang) نیز شناخته می‌شود، بازیگر اهل چین است. او حرفه بازیگری خود را در سال ۲۰۱۴ و با حضور در مجموعه وی لاو آغاز کرد.